# آلین کوپنهایم
آلین آدریانا کوپنهایم گوالتیری (زاده ۱۰ اوت ۱۹۶۹) بازیگر سینما و تلویزیون شیلیایی است.
کوپنهایم که از پدری فرانسوی و مادری شیلیایی به دنیا آمد، سال‌های اولیه‌اش را به خاطر تجارت والدینش که هر دو صنعتگر بودند، در سفر به نقاط مختلف اروپا گذراند. در این مدت، علاقه او به طراحی نیز توسعه یافت، زیرا در خیابان‌های پاریس در حالی که والدینش کار می‌کردند با گچ نقاشی می‌کشید.